# Lebia miranda
Lebia miranda är en skalbaggsart som beskrevs av Horn. Lebia miranda ingår i släktet Lebia och familjen jordlöpare. Inga underarter finns listade i Catalogue of Life.